# Reżim (stosunki międzynarodowe)
Reżim – we współczesnej teorii stosunków międzynarodowych oznacza pewien rodzaj instytucji, czyli powiązanych ze sobą norm, procedur i oczekiwań, regulujących całościowo pewien wyróżniony tematycznie obszar stosunków międzynarodowych (np. reżim prawa autorskiego czy międzynarodowego obrotu bananami). Reżimy wyznaczają ramy do działań aktorów i w danym obszarze problemowym tworzą określony porządek międzynarodowy.
Na reżim składają się m.in. akty prawa międzynarodowego, powszechnie obowiązujące zwyczaje, umowy handlowe czy protokoły gospodarcze. Wyznaczają one układ bodźców i ograniczeń oddziałujących na zachowania aktorów w danym reżimie. 
Najbardziej znane ujęcie pojęcia reżimu znaleźć można u Stephena Krasnera, który określa reżimy jako układ wyraźnych lub domniemanych ukrytych zasad (principles), norm (norms), reguł (rules) i procedur decyzyjnych (decision-making procedures), kształtujących i oczekiwania aktorów i ułatwiających osiągnięcie konsensusu.
- Zasady to przekonania aktorów co do faktów i przyczynowości;
- Normy to standardy zachowania ujęte w postaci praw i obowiązków;
- Reguły to warunki dokonywania skutecznych działań;
- Procedury dominujące praktyki realizacji wspólnych postanowień

Pojęcie reżimu jest krytykowane jako niejasne i nieprecyzyjne. Niemniej jednak znalazło szerokie uznanie wśród zwolenników różnych paradygmatów stosunków międzynarodowych (realistów, liberałów czy konstruktywistów).